# تلفزيون ج
قناة تلفزيون ج (بالإنجليزية: Jeem TV)‏ هي قناة اطفال قطرية مدفوعة ، تابعة حاليا لمجموعة لمجموعة بي إن الإعلامية (beIN media Group) . موّجهة إلى الأطفال العرب من 7 إلى 11 سنة وأسرهم. انبثق تلفزيون ج كعلامة تجارية عن قناة الجزيرة للأطفال التي أُطلقت عام 2005؛ كي يواكب التطور الرقمي ويتيح للأطفال الفرصة للاكتشاف والتعلم وتوسعة مداركهم أينما كانوا. يهدف المشروع إلى تقديم محتوى برامجي إعلامي 360 درجة، شامل، وهادف، وملهم، يخاطب تطلعات الأطفال، سواء من خلال الشاشة الصغيرة أو النوافذ الرقمية التفاعلية المختلفة.
ينتج تلفزيون ج جزءاً كبيراً من برامجه داخلياً، كما يمتلك اتفاقيات شراكة إستراتيجية مع مؤسسات إعلامية عالمية بارزة، سعياً إلى تقديم مضمون مشوّق يناسب أطفال القرن الحادي والعشرين، ويمكنهم من خوض تجربة تلفزيونية ممتعة ومفيدة. كما تعتمد إستراتيجية المحتوى على تقديم برامج ترفيهية تعليمية عالية الجودة، مع المحافظة على الثقافة العربية والتراث العربي.

## حكاية تلفزيون ج
تعود بدايات القصة إلى قناة الجزيرة للأطفال، القناة العربية التربوية الترفيهية المفتوحة على الهواء تلفزيون والموجهة إلى الأطفال والأسرة التي بدأت بثها في سبتمبر 2005 ، والتي هي عضو في مؤسسة قطر للتربية والعلوم وتنمية المجتمع. وضعت هذه القناة نصب عينيها إثراء حياة الأطفال العرب في كل أنحاء العالم من خلال برامج رائدة ذات جودة عالية. كما عملت على كسب اهتمام الأطفال، من خلال المحافظة على الهوية الثقافية العربية وغرس القيم التي من شأنها المساهمة في إعداد جيل واعد من الشباب.
وعلى مرِّ السنين، عملت قناة الجزيرة للأطفال على إنتاج جزء كبير من برامجها، كما انتقت القسم الباقي بعناية من أجود ما يتوافر في الأسواق العالمية، وهذا ما أتاح لها اكتساب خبرة كبيرة في مجال فهم احتياجات الأطفال وطبيعة البرامج التي تتوجه إليهم.
من جهة ثانية، نجحت القناة في تكوين رؤية عميقة من خلال البحوث والدراسات التي أجرتها في هذا المجال، الأمر الذي زوَّدها بمعارف واسعة عن الأطفال العرب وأتاح لها فهم احتياجاتهم ورغباتهم.
وبناء عليه، قررت إطلاق علامة تجارية جديدة ومعاصرة تخاطب تطلعات جيل كامل من الأطفال العرب الذين يعتمدون بكثافة على وسائل التكنولوجيا والاتصال الحديثة وعلى مواقع التواصل الاجتماعي؛ علامة تجارية تقدِّم محتوى برامجيًّا (360 درجة) متطورا وشاملا، وذلك عبر المنصات الإعلامية المتنوعة مثل المواقع الالكترونية للقناة ومواقع التواصل الاجتماعي المختلفة.
وقد أدت محصِّلة عملية التطوير التي قامت بها القناة إلى تأسيس إطلالة جديدة لها هي تلفزيون ج. وإذا أخذنا بالاعتبار التطوُّر التكنولوجي الهائل الذي حدث في السنوات القليلة الماضية، ندرك مدى أهمية وضرورة إطلاق حلَّة جديدة تشكِّل المرجعية الأولى للأطفال العرب والأسرة العربية؛ مرجعية يحبها الأطفال وتحظى بثقة أولياء الأمور.
ولا بدَّ من الإشارة في هذا المجال إلى أن القناة اعتمدت على خبراتها، ومعارفها، وتجاربها السابقة في مجال البرامج الموجهة للأطفال للقيام بعملية التحديث هذه التي تهدف لتوسعة مدارك الأطفال العرب في القرن الواحد والعشرين.

## الرؤية
أن يقدّم محتوى برامجياً متطور وشامل يحبّه الأطفال ويحظى بثقة الآباء.

## مبادئ تلفزيون ج
- هي علامة تجارية ذات رؤية وخبرة واسعة في احتياجات الأطفال ورغباتهم المعاصرة. يهدف تلفزيون ج إلى توفير الفرص للأطفال ليستمتعوا، ويتعلّموا، ويكتشفوا، وينموّا مداركهم، ويوسّعوا آفاق مخيّلتهم.
- إنّه الوجهة الترفيهية والمشوّقة التي تشدّ الأطفال إليها ليكتشفوا بطريقة مبدعة أشياء جديدة عن العالم الذي يحبّونه.
- يقدّم تلفزيون ج برامج تربوية ترفيهية مدروسة بعناية تمكّن الأطفال العرب من إطلاق قدراتهم.
- يسعى تلفزيون ج للمحافظة على الهوية والقيم العربية، وعلى الثقافة والتراث العربي.
- هي قناة مشوّقة، ومثيرة للاهتمام، وملهمة، ومليئة بالطاقة والحماس، وذات رؤية.
- يضع تلفزيون ج الأطفال في صلب توجههه وفي قلب كل ما يقوم به.

## تشفير القناة
في عام 2016 أعلنت مجموعة بي إن الإعلامية عن إضافة مجموعة من القنوات إلى المجموعة ومنها تلفزيون ج وقناة براعم للأطفال في 1 أبريل 2016 حيث لاقى هذا الخبر انتقادات وتعليقات على هذا الخبر وقد نشر المعجبون هاشتاج بعنوان لا لتشفير قناتي براعم وجيم وقد وصل هذا الأمر إلى تضامن عدد من المشاهير على هذا الموضوع منهم المنشد يحيى حوى والإعلامية خديجة بن قنة حيث كل منهما عبرا عن حزنهما ورحيل القناة وكيفية إيجاد البديل وفضائل القناة على الأجانب بتعلم اللغة العربية الفصحى كما تحدثت خديجة بن قنة وفي عام القناة الثالث عرضت فيلم ملكة الثلج ولأول مرة في الوطن العربي مجانا باللغة العربية وبخصوص إغلاق القناة شرح مدير قنوات الجزيرة للأطفال سعد الهديفي عن السبب قائلا إن القناة لا تزال قناة غير ربحية وتعليمية لكن انتقالها إلى مجموعة بي إن الإعلامية سيعزز من دعم القناة وشراء أفضل الأفلام والمسلسلات وتطوير القناة وجعلها بحلة متميزة حيث وعد الهديفي أنه سيُلَبِّي للأطفال رغباتهم في الحلة الجديدة وقال بخصوص القنوات الأوروبية أنه سيؤجل قرار إغلاقها بعد شهرين أو ثلاثة أشهر من إغلاق القناة الرئيسية

## البرامج
تعرض القناة برامج منوعة، مثل مسلسلات الرسوم المتحركة ومسلسلات اللايف أكشن. وهي أيضًا تعرض برامج وثائقية وتعليمية (الفتاكون 60، نوبة فن.
تقوم القناة ببث برامج من إنتاجها تعليمية وترفيهية وحوارية (عنبر، شاشتك، نون).
القناة عقدت اتفاقية مع شركتا بي بي سي وشركة والت ديزني بعرض برامجها ومسلسلاتها وأفلامها وامتلاك حق العرض في الوطن العربي بعد سحبها من قناة إم بي سي 3 وإلى الآن، فضلا عن مسابقة كروية للأطفال، ألا وهي مسابقة كأس ج حيث شاركت فيه 16 دولة عربية وحققت فيه نجاحا وانتشارا واسعا وروح قيمة بشعار جميعنا نجوم.

### مسلسلات رسوم متحركة
- الإمبراطورة الصغيرة
- بدر
- الكل يحيي الملك جوليان
- دامو ستحيل
- فارس وفادي
- البديل
- جاك
- أنا وصديقي الآلي
- هنري المشاغب
- سبيرو الصغير
- غاواين: الكتاب العجيب
- تيمون وبومبا
- الدفاع عن المدينة
- مارتين
- علاء الدين
- جيمي في وجه التعاسة
- كيك باتاوسكي: المغامر
- المزرعة
- فلاش من قصص التابعين
- الأحلام الذهبية
- شيرلوك ياك
- مدرسة الأسماك
- صلاح الدين
- مملكة الحيوانات
- الأمير الصغير
- مغامرات جول فيرن

### أفلام رسوم متحركة
- رابونزل وهو الفيلم الأول الذي عرض على القناة
- حكاية لعبة
- حكاية لعبة 2
- حكاية لعبة 3
- الخارقون
- ديناصور
- شركة الوحوش
- عالم نلهو فيه
- فانتازيا
- كوكب الكنز
- مغامرات غوفي
- طرزان
- طرزان 2
- حياة حشرة
- البحث عن نيمو
- وال-إي
- الطباخ الصغير
- فوق
- سيارات
- سيارات 2
- سيارات 3
- تنكير بيل
- اليس في بلاد العجائب
- سندريلا
- أطلانتس: الإمبراطورية المفقودة
- بولت
- مولان
- بوكاهانتس
- روبن هود
- مغامرات المخبر الشجاع
- الأسد الملك
- أسطورة مريدا في أول أيام عيد الفطر لعام 2015 م
- طائرات في ثاني أيام عيد الفطر لعام 2015 م
- دمبو في مناسبة افتتاح القناة في عامها الأول
- رالف المدمر في مناسبة افتتاح القناة في عامها الثاني
- ملكة الثلج في مناسبة افتتاح القناة بعامها الثالث

### مسلسلات لايف أكشن
- ثانوية الاستخبارات
- دكتور هو
- مغامرات سارة جين
- روكس
- يوميات مادي
- فريق الغرائب
- اكتشف معي
- ديناصورات دان: مغامرات تريك
- زيك ولوثر
- ليوناردو
- مغامرات سام فوكس
- أنا والدمى

### أفلام لايف أكشن
- سباق من أجل الأرض
- يحكى أن
- دكتور هو
- القوة الخضراء
- الدمى المتحركة
- سكريتاريت
- أصدقاء الثلج
- قطط أفريقية
- الجناح القرمزي

### برامج
- عنبر
- ج جواب
- نون
- اعع
- تالقاء مع بطل
- التحدي
- بعد التراويح
- روابط ج
- شاشتك
- الحدث
- كأس ج
- حصاد كأس ج

والأهم من كل هذا عملت القناة على إنتاج أول مسابقة عربية للناشئة لكرة القدم اشترك فيها 16 دولة عربية الا وهي كأس ج

## المذيعون
- أشرف العوضي
- جيهان أرسانيوس
- مروة خميس
- عدنان العامري
- ربيع الزين
- دينا المصري
- أحمد الملا
- أحمد المالكي
- إيمان بخاش
- ريتا خان
- حسن الملا

## ترددات تلفزيون ج
لمشاهدة تلفزيون ج أو تلفزيون ج بفيديو عالي الوضوح (بتقنية HD) اضغط هنا
القناة لم تعد متوفرة مجانا على الأقمار نايل سات وعرب سات لكن يمكنك مشاهدة القناة بعد الاشتراك بمجموعة بي إن الإعلامية وانتقالها بتاريخ 1ابريل 2016 هي وقناة براعم، أما القنوات الأوروبية فقد توقفت في أواخر مايو 2018.

## وصلات خارجية
- الموقع الرسمي